# Kylan Hamdaoui
Pour les articles homonymes, voir Hamdaoui.

a Compétitions nationales et continentales officielles uniquement.

b Matchs officiels uniquement.
Dernière mise à jour le 11 juillet 2024.
Kylan Hamdaoui, né le 15 avril 1994 à Paris, est un joueur franco-algérien de rugby à XV qui évolue aux postes d'arrière ou d'ailier.

## Biographie

### En club
D'origine algérienne et natif de Paris, Kylan Hamdaoui grandit à Meaux jusqu'à ses sept ans. Il commence le rugby à XV au Stade rochelais à l'âge de onze ans, après avoir pratiqué le football. Il intègre le pôle espoirs de Talence puis rejoint le centre de formation de l'ASM Clermont Auvergne en 2012, où il remporte le championnat espoirs en 2014.
Finalement, il fait ses débuts professionnels avec le Biarritz olympique en 2014, où il inscrit vingt-six essais en quatre saisons et dispute une demi-finale en 2017 et un barrage en 2018. Le 27 novembre 2017, le Stade français Paris annonce sa signature pour trois ans à partir de la saison 2018-2019.
En septembre 2020, le club parisien annonce avoir prolongé son contrat.
Le 11 juin 2024, l'ASM Clermont Auvergne officialise l'arrivée de Kylan Hamdaoui pour une durée de trois ans, il fait donc son retour dans son deuxième club formateur,.

### En sélection
Intégré au Pôle France à Marcoussis en 2012-2013 (promotion Benoît Dauga, aux côtés notamment de Yacouba Camara et Baptiste Serin), il est appelé en équipe de France de rugby à sept pour participer aux Jeux mondiaux de 2013 à Cali, dans un effectif alors seulement composé de deux cadres titulaires,. Il est ensuite sélectionné en équipe de France des moins de 20 ans pour disputer le Tournoi des Six Nations des moins de 20 ans 2014 et remporte le Grand Chelem.
En juillet 2016, il figure sur la Liste développement de trente joueurs de moins de 23 ans à fort potentiel que les entraîneurs de l'équipe de France suivent pour la saison 2016-2017. Il est sélectionné avec les Baby Barbarians, qui regroupe les meilleurs joueurs français de Pro D2, pour affronter la Géorgie en mai 2018. Dans un match très serré de bout en bout, les Baby Babaas s'inclinent 16 à 15 à Tbilissi.
En novembre 2018, il est sélectionné et titularisé à l'arrière avec les Barbarians français pour affronter les Tonga au Stade Chaban-Delmas de Bordeaux. Les Baa-Baas s'inclinent 38 à 49 face aux Tongiens.
En 2020, il est appelé pour la première fois dans le groupe de l'équipe de France pour préparer le Tournoi des Six Nations à la suite de la prise de fonction du nouveau sélectionneur Fabien Galthié. Victime d'une commotion cérébrale en Top 14, il est contraint de quitter le groupe avant le premier match du Tournoi. Il fait son retour dans le groupe après le premier match gagné contre l'Angleterre.

## Palmarès
- Vainqueur du Tournoi des Six Nations des moins de 20 ans en 2014 (Grand Chelem) avec l'équipe de France[4].